# Cesare Segre
Pour les articles homonymes, voir Segre.
Cesare Segre (né à Verzuolo le 4 avril 1928 et mort à Milan le 16 mars 2014) est un philologue, sémiologue et critique littéraire italien. Professeur émérite de l'université de Pavie, il dirigeait le Centre de recherche sur les textes et les traditions textuelles de l’Institut universitaire d’études supérieures (IUSS) de Pavie.

## Biographie
D'origine juive, Cesare Segre a vécu et étudié à Turin, où il a suivi l’enseignement de Benvenuto Terracini et de son oncle, Santorre Debenedetti. Privat-docent de philologie romane à partir de 1954, il a ensuite enseigné à l’université de Trieste et à l’université de Pavie, où il a été nommé professeur ordinaire de philologie romane dans les années 1960. Il a dispensé ses cours en tant que professeur invité des universités de Manchester, Rio de Janeiro, Harvard, Princeton et Berkeley.
Il a collaboré à des nombreuses revues, parmi lesquelles Studi di filologia italiana, Cultura neolatina, L'Approdo letterario, a été le rédacteur en chef de Paragone, le directeur (avec Maria Corti, D'Arco Silvio Avalle et Dante Isella) de Strumenti critici, le codirecteur de Medioevo romanzo et de la collection « Critica e filologia » de la maison d’édition Feltrinelli. Il est le rédacteur de la page culturelle du quotidien le Corriere della sera.
En collaboration avec Carlo Ossola, il a publié une anthologie de la poésie italienne chez Einaudi, ainsi qu’une anthologie scolaire, avec Clelia Martignoni, publiée chez Mondadori, et dont les quatre gros volumes qui embrassent la littérature italienne de Dante à Pasolini sont connus sous le simple nom de Segre-Martignoni.
Ayant été président de l’International Association for Semiotic Studies, il a contribué par ses recherches à l’introduction des théories formalistes et structurales dans la critique littéraire italienne. D’un point de vue théorique et méthodologique, certaines de ses études ont été essentielles, notamment :
- I segni e la critica (1969) ;
- I metodi attuali della critica in Italia en collaboration avec Maria Corti (1970) ;
- Le strutture e il tempo (1974) ;
- Lingua, stile e società (1976) ;
- Avviamento all'analisi del testo letterario (1985) (qui reprend des articles écrits pour l’Encyclopédie Einaudi ;
- Notizie della crisi (1993).

Membre correspondant de l'Crusca depuis 1974, il a été élu académicien le 23 mai 1988.
Il a procuré des éditions critiques des Satires de l’Arioste, de la Chanson de Roland, du Libro dei vizi e delle virtù de Bono Giamboni et, en collaboration avec Santorre Debenedetti, du Roland furieux de l’Arioste, et de nombreuses préfaces à des textes de linguistes et d'auteurs classiques de la littérature.
En 1999, il a publié le récit de son parcours intellectuel sous le titre Per curiosità : una specie di autobiografia.
Il est mort le 16 mars 2014, dans sa 86e année.

### Parenté
Cesare Segre avait épousé Maria Luisa Meneghetti (née le 11 décembre 1950), professeur de philologie romane à l’université de Milan.

## Honneurs et distinctions
- 1975 : Medaglia d'oro ai benemeriti della Scuola, della Cultura e dell'Arte[5]
- 1992 : Prix Antonio-Feltrinelli de philologie[6]
- 2000 : Prix Grinzane Cavour pour son essai Per curiosità : una specie di autobiografia

## Principales publications
- Esperienze ariostesche, Pise, Nistri-Lischi, 1966
- I segni e la critica : fra strutturalismo e semiologia, Turin, Einaudi, 1969
- I metodi attuali della critica in Italia,  en collaboration avec Maria Corti, Turin, Eri, 1970
- La tradizione della « Chanson de Roland », Milan-Naples, Ricciardi, 1974
- Le strutture e il tempo, Turin, Einaudi, 1974
- Semiotica, storia e cultura, Padoue, Liviana, 1977
- Semiotica filologica : testo e modelli culturali, Turin, Einaudi, 1979
- (dir.), Intorno alla linguistica, Milan, Feltrinelli, 1983
- Teatro e romanzo : due tipi di comunicazione letteraria, Turin, Einaudi, 1984
- Difendo l'Ariosto : sulle correzioni autografe delle « Satire », Pise, Giardini, 1984
- (dir.), Strutturalismo e critica, Milan, Il Saggiatore, 1985
- Avviamento all'analisi del testo letterario, Turin, Einaudi, 1985
- Fuori dal mondo : i modelli nella follia e nelle immagini dell'aldilà, Turin, Einaudi, 1990
- Lingua, stile e società, Milan, Feltrinelli, 1991
- Due lezioni di ecdotica, Pise, Scuola normale superiore, 1991
- Intrecci di voci: la polifonia nella letteratura del Novecento, Turin, Einaudi, 1991
- Notizie della crisi, Turin, Einaudi, 1993
- Ecdotica e comparatistica romanze, éd. par Alberto Conte, Milan-Naples, Ricciardi, 1998
- La letteratura italiana del novecento, Rome-Bari, Laterza, 1999 [reprise de La cultura italiana del Novecento, 1996]
- Per curiosità : una specie di autobiografia, Turin, Einaudi, 1999
- Le varianti e la storia : il « Canzoniere » di Francesco Petrarca : lezione Sapegno 1999, avec deux interventions de Giovanni Giudici et Alessandro Pancheri, Turin, Bollati Boringhieri, 1999)
- Ritorno alla critica, Turin, Einaudi, 2001
- La pelle di San Bartolomeo : discorso e tempo dell'arte, Turin, Einaudi, 2003
- Tempo di bilanci: la fine del Novecento, Turin, Einaudi, 2005
- Dai metodi ai testi: varianti, personaggi, narrazioni, Turin, Aragno, 2008
- Dieci prove di fantasia, Turin, Einaudi, coll. « L'Arcipelago », 2010